# Noel Broadbent
Noel Broadbent, född 22 februari 1946 i Oakland, Kalifornien var åren 1997–2003 professor i arkeologi vid Umeå universitet. 

## Ungdom och utbildning
Efter high school vid Coronado High School i Coronado, Kalifornien studerade Broadbent vid San Diego State University varifrån han utexaminerades med en Bachelor of Arts i antropologi 1968. Broadbent avlade en filosofie kandidatexamen i arkeologi vid Uppsala universitet 1973 och doktorerade där 1979 på en avhandling om ett mesolitiskt säljägarkomplex i Västerbotten.

## Karriär
Efter disputationen var Broadbent först universitetslektor i Uppsala och sedan vid Umeå universitet. Han blev 1983 docent i arkeologi vid Uppsala universitet. Broadbent var föreståndare för Center för arktisk kulturforskning vid Umeå universitet 1983–1990 och programansvarig för det arktiska samhällsvetenskapliga programmet vid National Science Foundation 1990–1997. Han tillträdde 1997 en tjänst som professor i arkeologi i Umeå. 2004 blev Broadbent forskare vid  Arctic Studies Center vid Smithsonian Institution i Washington, DC.